# Esclavisme a Catalunya

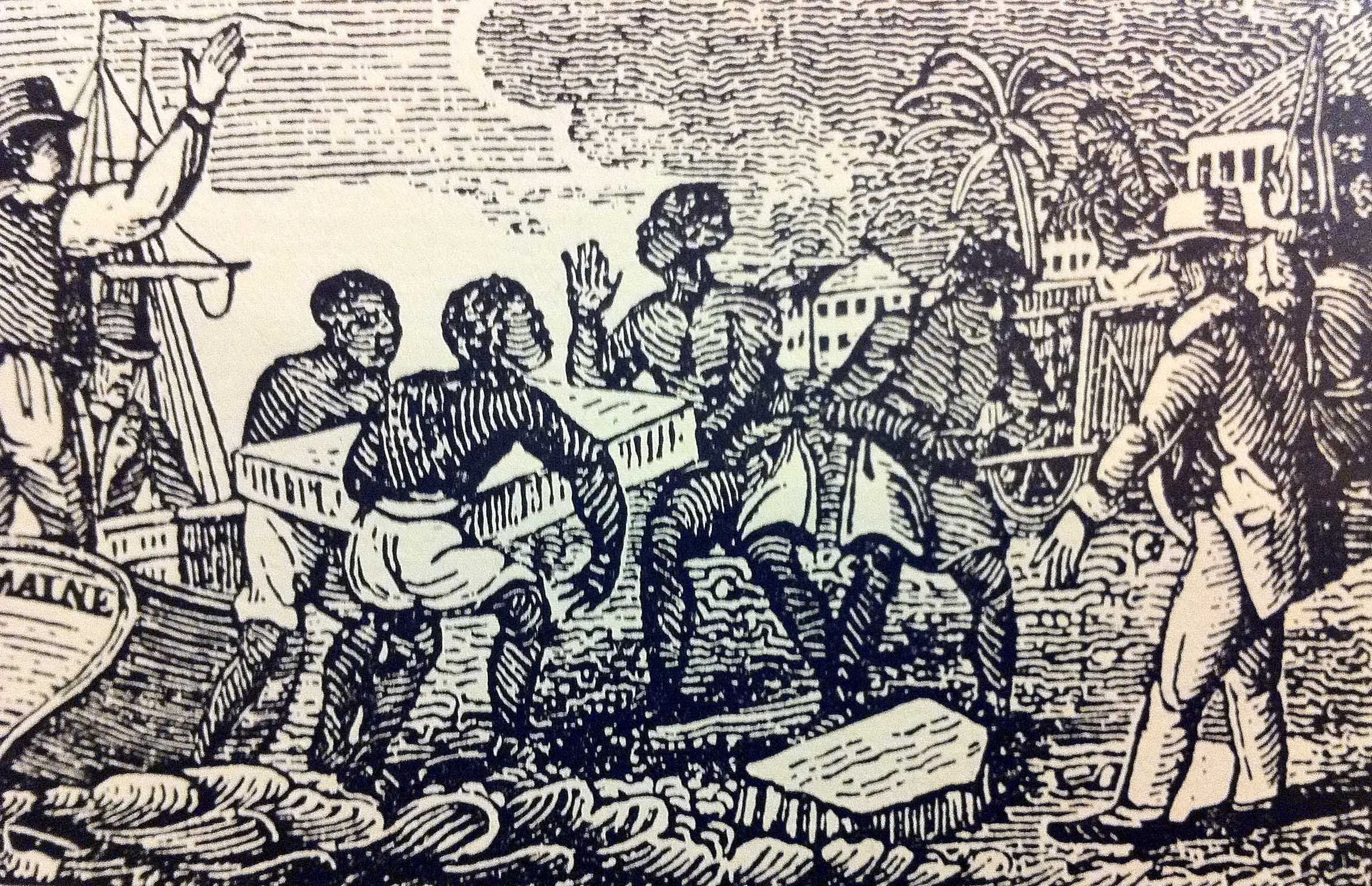
Esclaus portant gel a Cuba, per Samuel Griswold Goodrich.

L'esclavisme a Catalunya com a sistema econòmic i social basat en el treball d'esclaus, és a dir, en el tràfic i comerç de persones, va estar present des de l'època antiga fins a l'alliberació dels últims esclaus a Cuba el 1886. En termes generals, es considera que les nacions hispàniques van ser, en el seu conjunt, les primeres en iniciar la mercaderia de persones i també les darreres en cessar aquesta activitat.

## Context històric
L'auge del tràfic d'esclaus i la proliferació dels mateixos comença a la Mediterrània tot just acabada la pesta negra cap a la segona meitat del 1300. Abans de la Pesta Negra la provisió d'esclaus anava a mans dels conflictes bèl·lics amb els musulmans d'Al-Àndalus. L'augment del nombre d'esclaus tot just acabada la pesta negra es pot explicar per un augment dels salaris degut a la malmesa demografia després de l'epidèmia. Aquest augment dels salaris per falta de mà d'obra “lliure” feia que l'esclau esdevingués molt més rendible. Testimonis de l'època afirmen que l'esclavisme era un fenomen recent després de la Pesta Negra.
Durant els segles x i xi se sap que hi havia esclaus a Catalunya que "treballaven a les dominicatures dels comptes, de l'Església i, en general, de l'aristocràcia. Aquests esclaus eren descendents de la població que servia als visigots i gent que havia sigut condemnada per crims greus (adulteri o homicidi). L'esclavisme era una institució anacrònica, tenint-se la percepció de ser quelcom infam el ser esclau i havent una gran barrera social entre l'esclau i l'home lliure.
El creixement del nombre d'esclaus a Catalunya durant la baixa edat mitjana s'explica per l'expansió territorial dels regnes cristians, l'expansió catalana cap al Mediterrani i per les expedicions esclavistes portugueses durant aquest període. La Barcelona baixmedieval va ser el principal lloc on hi havia l'esclavisme. Algunes xifres mostren com les expedicions portugueses a la Costa Oest Africana portaven entre 100 i 200 esclaus per any. En general el cost d'un esclau voltava el doble del cost del seu manteniment durant dos anys. Tot i així, els catalans també començaren el seu procés per esdevenir comerciants, bona prova de la presència catalana en l'esclavisme és la creació de la confraria de Sant Jaume de Barcelona el 20 de març de 1455 i que es considera la primera confraria de negrers a Occident. A principis del segle xv entre el 8,3% i el 14,3% de la població a Barcelona era esclava i els catalans participaven tant del comerç com de la tinència d'esclaus. Les zones on els catalans realitzaven les seves expedicions eren el mar Egeu, Constantinoble, Creta i Rodes principalment. Cal destacar la importància dels establiments Genovesos a la mar Negra que proveïen a tota l'Europa Mediterrània d'esclaus tàrtars. A causa dels conflictes bèl·lics i de fam a la zona hi havia casos de venda d'infants a mans dels seus pares per la impossibilitat de mantenir-los.
La tinença d'esclaus estava generalitzada a tots els estrats de la població tant entre nobles, artesans, pagesos com a l'alt i baix clergat. Els usos de la mà d'obra esclava eren principalment domèstics i en menor proporció agrícoles. Malgrat tot hi havia alguns casos d'ús de mà d'obra esclava en treballs auxiliars artesanals quan els gremis no tenien capacitat de formar a ciutadans lliures. Cal destacar que la majoria d'esclaus a l'Europa Mediterrània medieval eren dones superant en percentatge el nombre d'homes. Això és degut principalment al fet que se les considerava mes dòcils i se les podia utilitzar de manera mes diversa. Les seves tasques anaven des de ús domèstic passant per mainaderes, filadores cuineres i/o netejadores a ser explotades sexualment pels seus amos. Es constata l'ús d'esclaus domèstics a mitjans del segle xv per monjos i monges de Pedralbes, Sant Miquel del Fai, la Vall d'Hebron així com els rectors de Sant Gervasi, Esparreguera i Sant Adrià del Besòs entre de molts altres. La tinença d'esclaus és tractava d'un mercat fortament regulat tant es així que les autoritats del moment com la Generalitat o la Diputació General a Barcelona van crear mes de 200 disposicions i lleis entre el 1300 i 1521 sobre el comerç i tinença d'esclaus que definien des de l'obligació de passar revisions mèdiques quan els mercants arribaven a les platges fins al pagament d'impostos.
Durant aquesta època les fugues d'esclaus eren molt habituals i generalitzades; tant és així que el 1421 la Diputació de Barcelona crea la Guarda d'esclaus que havia de garantir el retorn de l'esclau fugat al seu propietari. Aquesta Guarda es finançava amb el pagament d'una assegurança obligatòria que havien de pagar els propietaris de tots aquells esclaus homes i majors d'onze anys. Aquest pagament era aproximadament un 1,1% del valor de l'esclau en pagaments anuals. La pròpia creació de la guarda va portar als propietaris d'esclaus a descuidar-se de la vigilància fent augmentar les fugues. Si la Guarda no aconseguia retornar l'esclau fugat aquesta havia de pagar al propietari el valor del mateix. L'any 1431 l'asseguradora fa fallida a causa d'un augment de les fugues deixant registre de 1.759 esclaus assegurats a Catalunya. El nombre d'esclaus a Catalunya se centrava bàsicament a Barcelona. A la resta del territori els esclaus es comptaven per desenes i estaven en mans de pocs propietaris privilegiats. Hi ha estimacions que afirmen que cap al 1431 un 70% dels esclaus a la Corona d'Aragó es trobaven a la ciutat i vegueria de Barcelona mentre que a la resta del territori n'hi havia uns 534. Aquests estaven repartits de la següent manera: 25% a Girona i al seu bisbat, un 5% a Perpinyà i el bisbat d'Elna. Es pot considerar malgrat tot que Catalunya no era una societat esclavista, sinó una societat amb esclaus. Això es deu principalment a que l'esclau era per als estrats benestants un article de luxe i per als estrats treballadors i menestrals. A Catalunya el preu d'un esclau era equivalent al salari d'entre 5 i 8 anys d'un treballador. Cap a la segona meitat del segle xv el comerç i la tinença d'esclaus entra en decadència.

## L'esclavisme català a Cuba i a les Antilles
La participació catalana en l'esclavisme està estretament lligada amb les Antilles espanyoles i en especial amb Cuba. Durant el segle xvi la riquesa de l'illa era bàsicament la mineria de coure i alguns jaciments d'or deixant en segon terme l'agricultura i la ramaderia. L'activitat econòmica de l'illa ja des del primer moment de la conquesta i destrucció de la societat indígena es va dur a terme per esclaus negres. A principis del segle xviii es comença a notar un fort creixement de l'economia de l'illa que la porta a ser una de les exportadores de sucre més importants del món. No hi ha cap dubte que aquestes explotacions sucreres eren treballades per esclaus i va ésser així fins a finals del segle xix. Cal destacar que la presència catalana a l'illa ja començava a ser efectiva des del primer terç del segle xvi on ja es troben indicis dels primers catalans propietaris d'explotacions sucreres. La supervivència de la pràctica de l'esclavisme fins a finals del segle xix s'explica per la gran rendibilitat tant del comerç com de l'ús d'esclaus com a força de treball. Prova d'això és el fracàs de l'experiment de Miquel Estorch en intentar introduir assalariats catalans en la producció de sucre.
Malgrat l'esclavisme es prohibís al territori peninsular espanyol al 1837, no va ser fins al 1873 quan es prohibeix a Cuba. Les pressions en contra l'abolició de l'esclavitud a les colònies provenien tant dels territoris d'ultramar com de la pròpia península. La burgesia catalana no va ser una excepció a la resistència a l'abolicionisme. L'any 1841 la Junta de Comerç de Barcelona inicià una sèrie d'accions en contra del creixent moviment abolicionista internacional encapçalat pel consol anglès a Cuba David Turnbull. Dins d'aquestes accions es troben la creació de diverses reunions a favor de la continuïtat de l'esclavisme en les quals hi participa l'empresari Miquel Biada. Bona part de la burgesia catalana va estar totalment en contra dels principis d'aixecament d'independència de l'illa cap a 1844 i posteriorment a la guerra de 1869. La primera força militar que va arribar a l'illa a la coneguda com a Guerra dels 10 anys va ser un batalló de voluntaris catalans que anaven marcats amb el distintiu de la barretina. Primerament finançats amb aportacions privades, el govern del general Prim va acceptar la demanda de la Diputació de Barcelona d'enviar el batalló a l'illa.
Alguns dels exemples de catalans amb interessos a l'illa (si bé no tots comerciants d'esclaus però sí compradors) van ser Bernadí Rencurrell, Jaume Partagàs i Ravell, Ventura Almirall, Joan Jover i Batlle, Salvador Samà i Martí, Josep Baró i Blanxart, Antoni Font, Josep Gener i Guasch, Maria Flaquer, Joan Roig i Jaques, Miquel Estorch, Joan Güell i Ferrer i Miquel Biada. I pel que fa a famílies i dinasties, altres exemples són aquells que van concernir als Xifrè i Casas, Biada i Bunyol, Güell i Ferrer, Gumà, Vidal-Quadras, Bosch i Alsina, Torrent i Carbonell, Espriu, Canela i Raventós i Milà de la Roca.

## El comerç d'esclaus
L'entrada del comerç espanyol d'esclaus comença amb força a partir del trencament de relacions entre les corones d'Espanya i Portugal al 1640, quan els portuguesos van deixar de tenir el monopoli del comerç en favor de comerciants espanyols. La demanda d'esclaus a les colònies espanyoles entre 1701 i 1750 estava satisfeta per companyies estrangeres: primer per La Companyia Francesa de Guinea i més endavant per la South Company Anglesa. A conseqüència del conflicte bèl·lic entre Espanya i Anglaterra conegut com a Guerra de l'Orella de Jenkins (1739-1748) Anglaterra perd el monopoli del comerç d'esclaus a les colònies i és quan comencen a entrar els comerciants espanyols amb un sistema de concessions per part de les autoritats. Això generà la creació de la Companyia Gaditana de Negros per part de Miguel Uriarte. No és fins al 1765 que Carles III concedeix al Port de Barcelona l'autorització per comerciar directament amb les Antilles on diversos comerciants catalans dins de la Compañía de Barcelona duen cotó a la capital catalana i esclaus a Puerto Rico. Malgrat tot, és en la coneguda com a fase “legal” del comerç (1790-1820) quan els negrers catalans fan la seva entrada en el comerç d'esclaus principalment a les Antilles Espanyoles. El govern espanyol decideix liberalitzar el comerç d'esclaus per por als creixents moviments abolicionistes anglesos cap als voltants de 1788. Finalment el tractat del 22 de setembre de 1817 entre Espanya i Anglaterra abolia el tràfic de negres, amb una pròrroga de tres anys per al seu compliment definitiu. Aquest pacte donà lloc al període de tràfic clandestí d'esclaus fins a la seva prohibició definitiva al 1873. En aquest tracte s'estipulava que les marines espanyoles i angleses tenien l'obligació de parar i enviar a judici a embarcacions sospitoses de tràfic.
Malgrat tot mentre que la marina anglesa va fer un total de 243 captures d'embarcacions negreres espanyoles on 56 es consideren catalanes entre el 1821 i el 1842 la marina espanyola no va fer cap captura fins a 1842. Es calcula una mitjana de 23 expedicions esclavistes espanyoles i catalanes anuals entre 1789 i 1790. Tot i així durant aquest període els primers comerciants segueixen essent els americans amb 898 embarcacions, fins al 1810 on la demanda d'esclaus creix desmesuradament i els vaixells estrangers queden apartats pel domini espanyol. En els darrers anys del tràfic legal d'esclaus de 1816 a 1819 el 76,41% dels esclaus enviats a Cuba provenien d'embarcacions catalanes. En l'etapa de tràfic clandestí és quan la quantitat d'expedicions catalanes a Cuba creix fins a un total de 220 expedicions des de 1821 a 1845. Entre 1807 i 1836 un total de 56.563 esclaus son alliberats a Sierra Leone provinents de Cuba i les Antilles. Amb l'augment de la persecució de l'esclavisme i l'aparició d'un anti-esclavisme més fort, cap a mitjans del segle xix les expedicions negreres comencen a reduir-se. Per substituir la mà s'obra esclava es començaren a realitzar importacions d'irlandesos, gallecs, canaris i xinesos en situació de semiesclavatge. Una de les principals companyies de culís (treballadors procedents de l'Índia o la Xina) era la catalana La Alianza de Colomé, Ferran i Dupierris. Aquesta companyia fou multada al 1866 per la mort de 8.159 (el 15% del total) culís durant el viatge cap a Cuba.

## Decadència de l'esclavisme i resistència a l'abolicionisme
Els creixents moviments abolicionistes van portar a la mobilització de certs sectors de la burgesia a organitzar-se en lobby en el que s'anomenà Centro Hispano-Ultramarino, l'any 1871. Entitat formada per residents a les Antilles, van realitzar una sèrie de reunions en contra de l'abolicionisme i en favor de la continuïtat de les colònies en mans espanyoles. Malgrat tot el govern espanyol amb el suport d'Amadeu I decreta l'abolició definitiva a Puerto Rico l'any 1873. Aquest fet va provocar la por de molts en veure que Cuba seria la següent. Just després de la proclamació de la llei d'abolició a Puerto Rico es va iniciar un procés de reclamació i protesta amb la culminació d'una sèrie d'escrits demanant el retorn i protecció de la practica de l'esclavisme firmats per institucions com Foment de la Producció Nacional, Institut Agrícola Català de Sant Isidre, Institut Industrial de Catalunya i la Societat Econòmica d'amics del País. Més endavant, aquest moviment antiabolicionista queda canalitzat per una coalició en contra el govern reformista d'Amadeu I coneguda com a Liga Nacional. Aquest grup estava format per unes 100 persones que anaven des de dos bisbes de Barcelona, 10 catedràtics de la Universitat, accionistes fundadors del Banco Hispano-Colonial, 23 consellers de la Caixa d'Estalvis i Mont de Pietat de Barcelona entre d'altres entitats i polítics catalans. Malgrat l'abdicació d'Amadeu I l'any 1873, la llei queda aprovada i la lliga dissolta. La pràctica de l'esclavisme a Cuba resultava ser la manera mes eficaç de mantenir la dominació de l'illa per part d'Espanya. Malgrat tot, hi havia certes veus discordants en la pràctica de l'esclavisme: és el cas de Republicans Federals com Baldomer Lostau i Prats que en una reunió de la Liga Nacional a la Llotja de Barcelona es va atrevir a referir-se a Espanya no com “la mare pàtria de Cuba, sinó la seva madrastra”. L'any 1886 són alliberats els darrers esclaus a Cuba, posant fi a l'esclavisme a Catalunya.